# Ignacio Escudé
Ignacio Escudé Torrente (nacido el 9 de enero de 1964 en Tarrasa, Provincia de Barcelona, España) es un jugador de hockey sobre hierba español. Disputó los Juegos Olímpicos de Los Ángeles 1984, Seúl 1988 y Barcelona 1992 con España, obteniendo un octavo, noveno y quinto puesto, respectivamente. Sus hermanos Jaime Escudé y Xavier Escudé  y su sobrino Santi Freixa también fueron jugadores de hockey sobre hierba e internacionales por España.

## Participaciones en Juegos Olímpicos
- Los Ángeles 1984, puesto 8.
- Seúl 1988, puesto 9.
- Barcelona 1992, puesto 5.